# España en los Juegos Paralímpicos de Lillehammer 1994
España estuvo representada en los Juegos Paralímpicos de Lillehammer 1994 por catorce deportistas, diez hombres y cuatro mujeres.

## Medallistas
El equipo paralímpico español obtuvo las siguientes medallas:
| Nombre                | Deporte      | Evento                       |
| --------------------- | ------------ | ---------------------------- |
| Oro                   |              |                              |
| Juan Carlos Molina    | Esquí alpino | Descenso B1-2 masculino      |
| Plata                 |              |                              |
| Magda Amo             | Esquí alpino | Descenso B1-2 femenino       |
| Izaskun Manuel Llados | Esquí alpino | Eslalon B1-2 femenino        |
| Manuel Buendía        | Esquí alpino | Eslalon B1-2 masculino       |
| Manuel Buendía        | Esquí alpino | Eslalon gigante B2 masculino |
| Manuel Buendía        | Esquí alpino | Supergigante B2 masculino    |
| Vicente García        | Esquí alpino | Supergigante B1 masculino    |
| Bronce                |              |                              |
| Izaskun Manuel Llados | Esquí alpino | Descenso B1-2 femenino       |
| Manuel Buendía        | Esquí alpino | Descenso B1-2 masculino      |
| Juan Carlos Molina    | Esquí alpino | Supergigante B2 masculino    |